# Josef Váňa (generál)
Josef Váňa (19. ledna 1893, Ústrašín – 6. dubna 1976, Český Brod) byl československý divizní generál.

## Život
Josef Váňa v letech 1912-1914 studoval na pražské filozofické fakultě. V roce 1915 musel nastoupit do armády a byl odvelen na ruskou frontu, kde již v únoru téhož roku padl do zajetí. V zajetí nastoupil do dobrovolnické srbské armády. Postupem času se dostal do československých legií. Po návratu do nového Československa podstoupil několik vzdělávacích kurzů a školení ve Francii. Roku 1930 byl povýšen do hodnosti brigádního generála. Následně byl přeložen na Ministerstvo národní obrany. Při mobilizaci mu bylo svěřeno velení II. sboru, na severu země organizoval obranu hranic Čech. Po odstoupení hranic se odstěhoval do Prahy. Zde žil po celou dobu okupace. Také se účastnil květnového povstání v roce 1945. Při osvobození země se přihlásil do nově vznikající armády, avšak ta jej odmítla. Za komunistického režimu byl napadán a byl nucen se přestěhovat na vísku Vyžlovka u Českého Brodu.

## Vyznamenání
| Svatojiřská medaile 3. stupeň                                 | Svatojiřská medaile, 3. stupeň                                |
| Medaile Jana Žižky z Trocnova                                 | Medaile Jana Žižky z Trocnova                                 |
| Řád Sv. Anny, II. třídy s meči                                | Řád Sv. Anny, II. třídy s meči                                |
| Válečný kříž (Croix de Guerre)                                | Croix de guerre                                               |
| Řád sokola s meči                                             | Řád sokola, s meči                                            |
| Československý válečný kříž 1914–1918                         | Československý válečný kříž 1914–1918                         |
| Československá revoluční medaile                              | Československá revoluční medaile                              |
| Pamětní Kříž na válku 1916-1919                               | Pamětní Kříž na válku 1916-1919                               |
| Československá medaile Vítězství                              | Československá medaile Vítězství                              |
| Pamětní medaile na válku 1914-1918 (Spomenica rata 1914-1918) | Pamětní medaile na válku 1914-1918 (Spomenica rata 1914-1918) |
| Řád čestné legie, IV. třídy – důstojník                       | Řád čestné legie, IV. třídy – důstojník                       |